# Valkyrae
Rachell „Rae“ Marie Hofstetter, známější pod přezdívkou Valkyrae (* 8. ledna 1992 Washington), je americká youtuberka a internetová osobnost. Od roku 2020 je nejsledovanější streamerkou na YouTube. Časopis Adweek ji jmenoval „herní tvůrkyní roku" a získala ocenění Game Award.
Rachell je spolumajitelkou esportové a oděvní společnosti 100 Thieves a od roku 2018 pro ni vytváří obsah. Také je zastánkyní žen v online hrách, někdy hraje hry v čistě ženských týmech.

## Život

### Raná práce a uznání (2014–2020)
Po absolvování vysoké školy pracovala v různých zaměstnáních, mimo jiné v obchodě GameStop. V roce 2014 začala během práce sdílet své herní záliby na Instagramu, kde si získala značné množství příznivců. Různí sledující na Instagramu, přátelé a streameři na Twitchi ji povzbuzovali, aby od roku 2015 začala streamovat na Twitchi. Poté, co získala sledovanost, začala zveřejňovat herní videa na platformě YouTube.
V roce 2018 se stala první hráčkou a tvůrkyní obsahu pro 100 Thieves, soutěžní americký esportový tým. Dne 13. ledna 2020 opustila platformu Twitch a uzavřela exkluzivní smlouvu na streamování na YouTube. Ačkoli se zpočátku roku 2020 snažila udržet průměrný počet diváků 5 000, její kanál na YouTube zaznamenal výrazný nárůst, když začala hrát online multiplayerovou sociální dedukční hru Among Us a začala spolupracovat s populárními streamery včetně Disguised Toast, Sykkuno, Pokimane, Jacksepticeye, Cr1TiKaL, Corpse Husband, xChocoBars a Fuslie.
Rachell se stala nejrychleji rostoucí streamerkou roku a překonala i streamerku Pokimane. Ke konci roku 2020 její stream pravidelně dosahoval maximálního počtu souběžných diváků přesahujícího 100 000, obvykle během relací hry Among Us.

### Průlom a expanze (2021–současnost)
Dne 7. dubna 2021 byla oznámena jako spolumajitelka 100 Thieves. Připojila se ke Scooteru Braunovi, Danu Gilbertovi, rapperovi Drakeovi a zakladateli Matthewovi „Nadeshot" Haagovi. Jako spolumajitelé získali podíl ve společnosti, kterou časopis Forbes ocenil na 190 milionů dolarů. V březnu 2021 vydali coververzi písně „Last Cup of Coffee" od LilyPichu. Později téhož měsíce ztvárnila postavu Corpse Husband ve videoklipu k písni „Daywalker!" od Machine Gun Kella. Rachell se navíc později téhož roku objevila ve videoklipech k písním „Build a Bitch" a „Inferno".
V dubnu se spolu se Sykkuno a Corpse Husband zúčastnila finanční sbírky pro Feeding America, kterou v rámci segmentu pro The Tonight Show pořádal Jimmy Fallon. V rámci segmentu hráli Among Us se členy americké hiphopové skupiny The Roots: Tariqem Trotterem, Kirkem Douglasem, Questloveem a také s herci z oceňovaného amerického seriálu Stranger Things: Gatenem Matarazzem a Noahem Schnappem.

## Kontroverze RFLCT
Dne 19. října 2021 oznámila Rachell uvedení své značky péče o pleť RFLCT na trh. Tato značka, zaměřená především na hráče počítačových her a ty, kteří tráví hodně času u obrazovky, tvrdila, že uživatelé jsou náchylní k poškození pokožky způsobenému dlouhodobým působením modrého světla a že jejich výrobky před ním chrání. RFLCT se setkal s odporem kvůli nedostatečným důkazům podporujícím toto tvrzení. Podle Kathleen Suozziové, ředitelky programu estetické dermatologie na Yaleově univerzitě, pokud někdo již nemá sklony k melasma nebo hyperpigmentaci, je nepravděpodobné, že by utrpěl nějaké následky z dlouhodobého sezení před obrazovkou.
Rachell se ke kritice RFLCT vyjádřila v říjnu 2021, kdy uvedla, že „veškerá nenávist, pochybnosti, obavy a kritika jsou oprávněné a platné“ a že je z webové stránky „velmi rozrušená a zmatená“, také prohlásila, že budou provedeny aktualizace s legitimním výzkumem, který podpoří tvrzení, že modré světlo škodí pokožce. Později prozradila, že jí byl dříve umožněn přístup k výzkumu provedenému společností RFLCT, který výrobky podporuje, a že tento výzkum bude veřejně dostupný při uvedení výrobků na trh, nicméně po uvedení výrobků na trh jí bylo sděleno, že výzkum nemůže být zveřejněn. Rachell poté vyjádřila přání rozloučit se s RFLCT, ale byla smluvně vázána. Dne 30. října 2021 RFLCT ukončil provoz svých webových stránek a internetového obchodu. V prohlášení na webových stránkách stálo: „Ačkoli věříme ve vytvořené formulace, po další úvaze jsme se rozhodli pokračovat novými cestami a fakticky ukončit značku RFLCT“.

## Osobní život
Rachell je částečně filipínského a německého původu, vyrůstala ve Washingtonu. Její otec zemřel v roce 2017 na rakovinu. Má jednu mladší sestru. Vystudovala vysokou školu ve Washingtonu, kde získala titul diplomovaného specialisty.

## Diskografie

### Singly
| Rok  | Skladba                                | Detaily                                    | Ref.   |
| ---- | -------------------------------------- | ------------------------------------------ | ------ |
| 2021 | „Last Cup of Coffee“ (feat. LilyPichu) | - Datum vydání na YouTube: 15. března 2021 | [ 25 ] |

## Filmografie

### Hudební videa
| Rok  | Název           | Umělci                                   | Role           | Ref.   |
| ---- | --------------- | ---------------------------------------- | -------------- | ------ |
| 2021 | „DayWalker“     | Machine Gun Kelly (feat. Corpse Husband) | Corpse Husband | [ 26 ] |
| 2021 | „Build a Bitch“ | Bella Poarch                             | Sama sebe      | [ 27 ] |
| 2021 | „Inferno“       | Sub Urban a Bella Poarch                 | Sama sebe      | [ 28 ] |
| 2022 | „Car Crash“     | eaJ                                      | Sama sebe      |        |
| 2022 | „Memories“      | Yungblud a Willow Smithová               | Sama sebe      | [ 29 ] |

## Kompetitivní zápasy
| Rok  | Událost                               | Poznámky                                                  | Ref.   |
| ---- | ------------------------------------- | --------------------------------------------------------- | ------ |
| 2018 | Fortnite Pro-Am                       | Hrála se slavným hudebním producentem Murdem Beatzem.     | [ 30 ] |
| 2019 | Australian Open Fortnite Summer Smash |                                                           | [ 31 ] |
| 2019 | Fortnite Celebrity Pro-Am             | Hrála s hráčem týmu Los Angeles Chargers Justinem Jonesem | [ 32 ] |

## Ocenění a nominace
| Rok  | Ceremoniál                            | Kategorie                  | Výsledek  | Ref.   |
| ---- | ------------------------------------- | -------------------------- | --------- | ------ |
| 2019 | 11. ročník udílení ceny Shorty Awards | Nejlepší ve hrách          | nominace  | [ 33 ] |
| 2020 | Herní ocenění                         | Tvůrce obsahu roku         | vítězství | [ 34 ] |
| 2021 | Ocenění Adweek Creator Visionary      | Tvůrce obsahu roku         | vítězství | [ 35 ] |
| 2021 | 11. ročník Streamy Awards             | Livestreamer               | vítězství | [ 36 ] |
| 2022 | Forbes 30 Under 30                    | Hry                        | vítězství | [ 37 ] |
| 2022 | Ocenění Streamer Awards               | Nejlepší varietní streamer | nominace  | [ 38 ] |